# Ballao
Ballao (sardisk: Ballàu) er en by og en kommune (comune) i provinsen Sud Sardegna i regionen Sardinien i Italien. Byen ligger i 98 meters højde og har 812 indbyggere (2016). Kommunen har et areal på 46,63 km² og grænser til kommunerne Armungia, Escalaplano, Goni, Perdasdefogu, San Nicolò Gerrei, Silius og Villaputzu.